# Ligne Izu Kyūkō
La ligne Izu Kyūkō (伊豆急行線, Izu Kyūkō-sen) est une ligne ferroviaire de la compagnie Izukyū Corporation située dans la préfecture de Shizuoka au Japon. Elle relie la gare d'Itō à celle d'Izukyū Shimoda.

## Histoire
La ligne ouvre dans son intégralité le 10 décembre 1961.

## Caractéristiques
- écartement des voies : 1 067 mm
- nombre de voies : 1
- électrification : courant continu 1 500 V par caténaire

## Services et interconnexions
La ligne est desservie par des trains omnibus et des trains express depuis Tokyo.

## Gares
| Numéro | Gare            | Nom japonais | Distance (km) | Correspondances                | Localisation |
| ------ | --------------- | ------------ | ------------- | ------------------------------ | ------------ |
| IZ01   | Itō             | 伊東         | 0             | JR East : Itō (interconnexion) | Itō          |
| IZ02   | Minami-Itō      | 南伊東       | 2,0           |                                | Itō          |
| IZ03   | Kawana (ja)     | 川奈         | 6,1           |                                | Itō          |
| IZ04   | Futo            | 富戸         | 11,5          |                                | Itō          |
| IZ05   | Jōgasaki-Kaigan | 城ヶ崎海岸   | 13,9          |                                | Itō          |
| IZ06   | Izu-Kōgen       | 伊豆高原     | 15,9          |                                | Itō          |
| IZ07   | Izu-Ōkawa       | 伊豆大川     | 20,9          |                                | Higashiizu   |
| IZ08   | Izu-Hokkawa     | 伊豆北川     | 22,9          |                                | Higashiizu   |
| IZ09   | Izu-Atagawa     | 伊豆熱川     | 24,3          |                                | Higashiizu   |
| IZ10   | Katase-Shirata  | 片瀬白田     | 26,1          |                                | Higashiizu   |
| IZ11   | Izu-Inatori     | 伊豆稲取     | 30.3          |                                | Higashiizu   |
| IZ12   | Imaihama-Kaigan | 今井浜海岸   | 34,2          |                                | Kawazu       |
| IZ13   | Kawazu          | 河津         | 35,3          |                                | Kawazu       |
| IZ14   | Inazusa         | 稲梓         | 40,7          |                                | Shimoda      |
| IZ15   | Rendaiji        | 蓮台寺       | 43,4          |                                | Shimoda      |
| IZ16   | Izukyū Shimoda  | 伊豆急下田   | 45,7          |                                | Shimoda      |

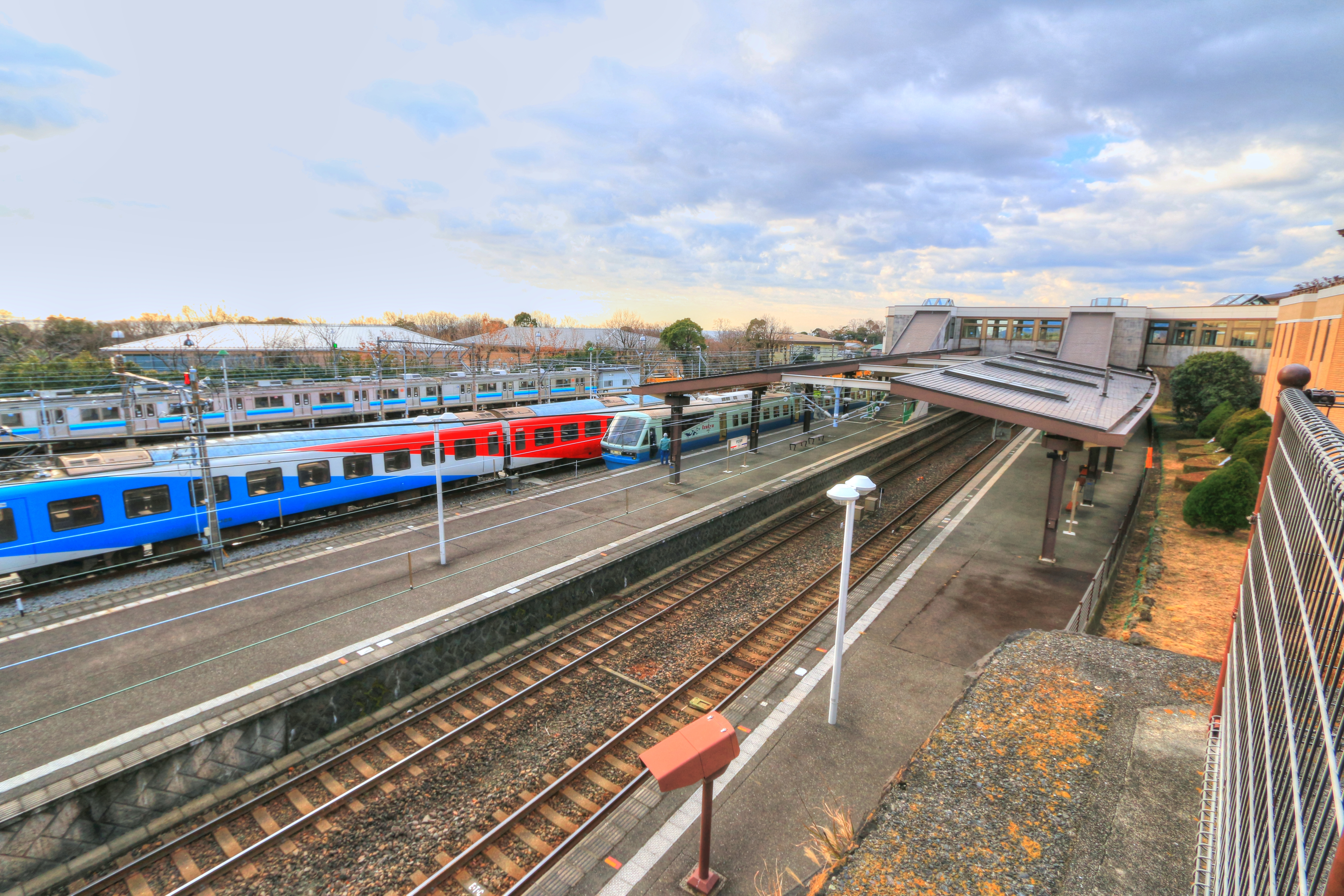
La ligne à Izu-Kōgen.

La plupart des stations sont des gares de croisement . La raison pour laquelle de nombreux noms de gares portent le préfixe « Izu » est de les distinguer des gares routières et des arrêts de bus exploités par Tokai Jidosha, qui était reliée aux chemins de fer nationaux japonais au moment de son ouverture.

## Matériel roulant

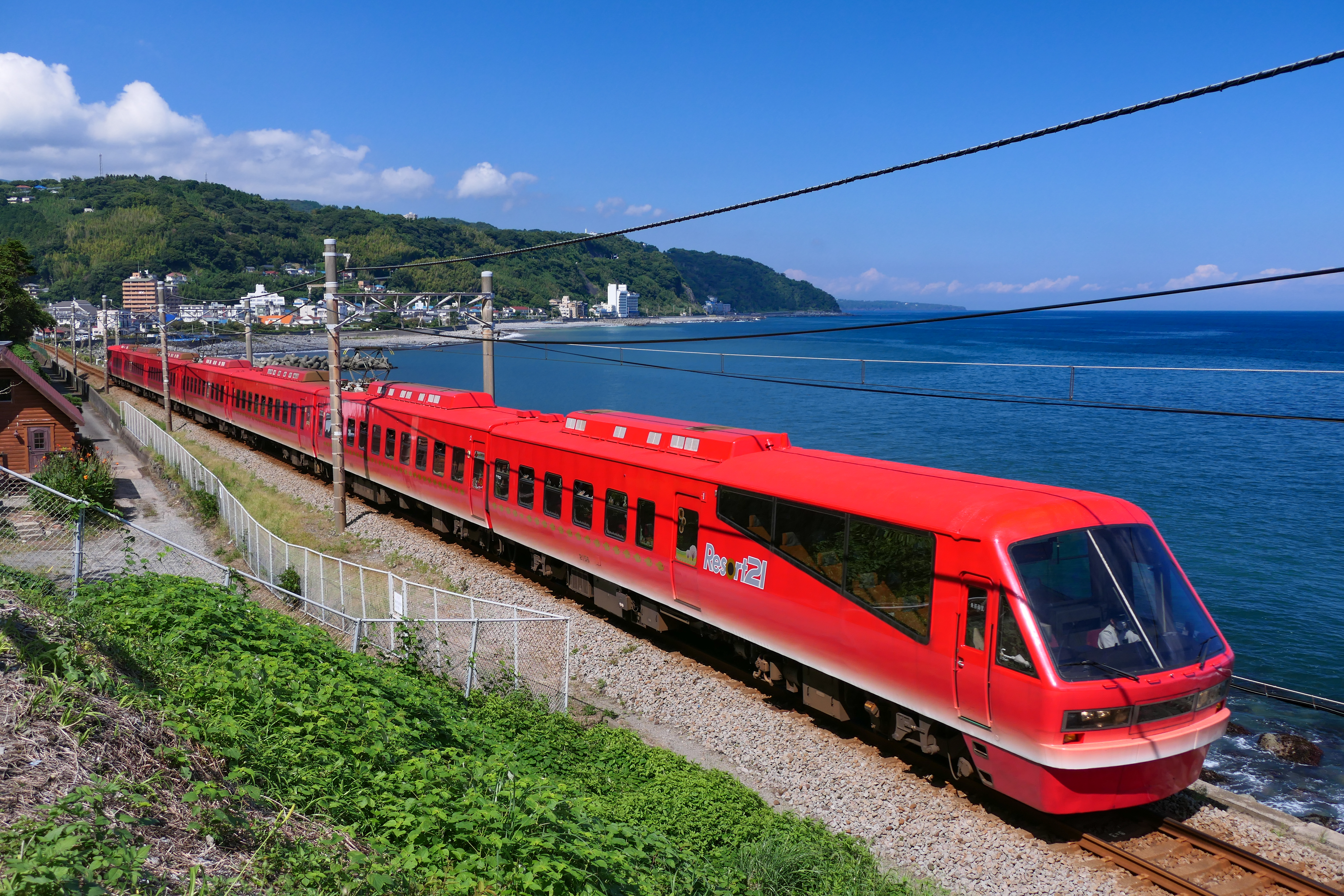
Izukyū série 2100
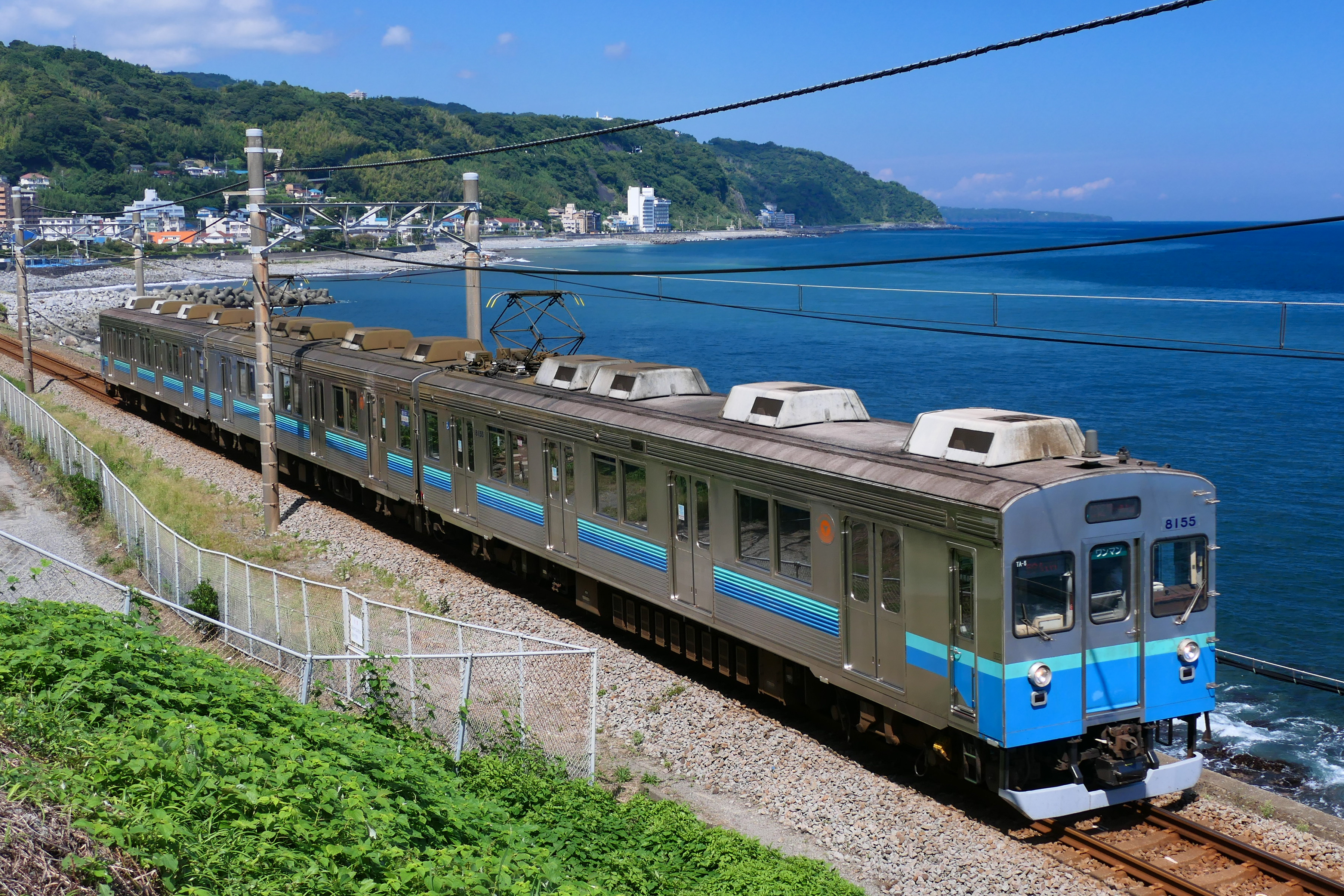
Izukyū série 8000
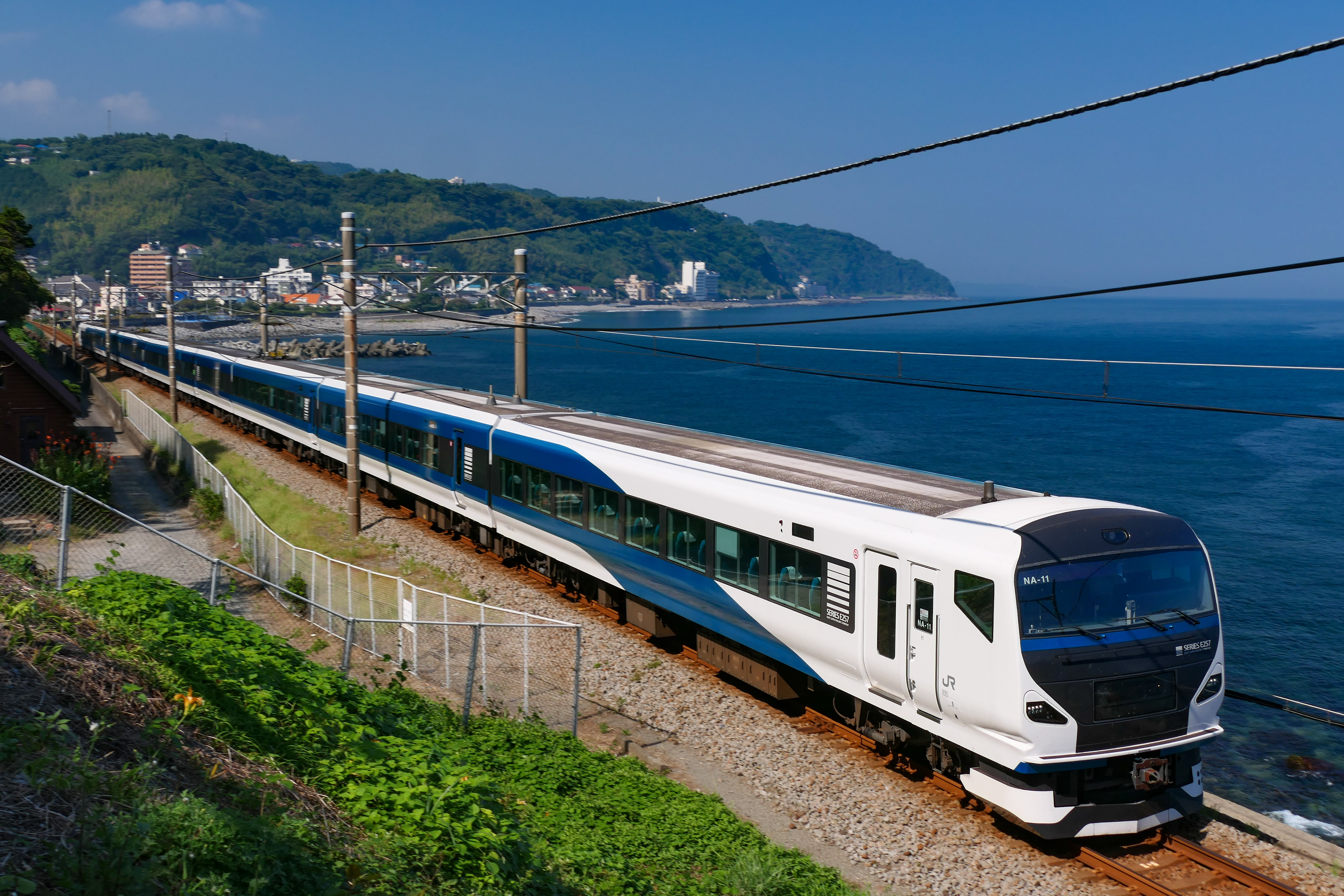
JR East série E257 Odoriko
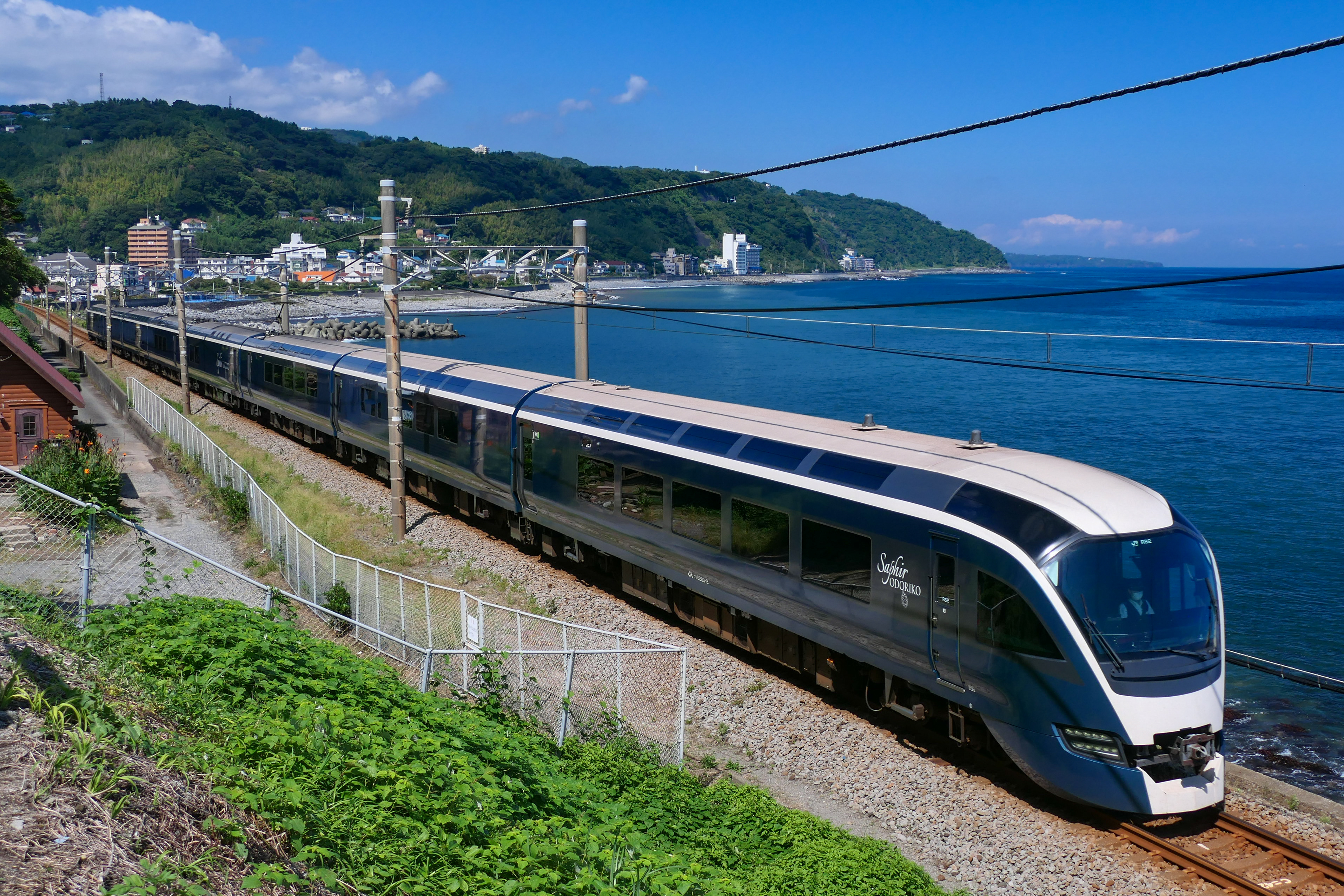
JR East série E261 Saphir Odoriko